# تايون لانستر
تايون لانستر (بالإنجليزية: Tywin Lannister)‏ هو شخصية خيالية في سلسلة الفنتازيا أغنية الجليد والنار وفي المسلسل التلفزيوني صراع العروش. من ابتكار جورج ر. ر. مارتن. ظهر للمرة الأولى في لعبة العروش وتيوين لانستر هو الابن البكر لتيتوس لانستر. ظهر في صدام الملوك (1998) وعاصفة السيوف (2000). أدى الممثل تشارلز دانس دور الشخصية في المسلسل الذي أنتجته إتش بي أو.

## موجز
تايون لانستر هو لورد كاستلي روك، درع لانيسبورت، وحاكم الغرب. هو رجل حذر، مهيمن ولا يرحم. هو والد كل من سيرسي لانستر، جايمي لانستر وتيريون لانستر. في شبابه كان تايون مستاء من والده تيتوس، الذي تغاضى عن العديد من الإهانات من رجاله التابعين (من أبرزهم آل رين وآل تاربيك) وذلك من أجل كسب دعمهم. عندما ثار آل رين وآل تاربيك في نهاية المطاف ضد حكم آل لانستر، قاد تايون بنفسه الجيش لإبادة المتمردين، ووضع جثث أسرهم بأكملها وعرضها في كاستلي روك.
أعجب إيريس الثاني تارغريان - صديق تايون - بعمله الحاسم لإنهاء التمرد فعينه كساعد للملك. على الرغم من قساوته إلا أن تايون أثبت أنه قائد متمكن واتسمت فترة ولايته بالسلام والازدهار. ساءت العلاقة بين إيريس وتايون حتى استقال تايون بعد أن عين إيريس ابن تايون الأكبر جايمي ضمن حرس الملك، مانعا إياه أن يصبح وريثا لتايون.